# Fortunato (Bíblia)
Fortunato (em latim: Fortunatus) é um dos Setenta Discípulos. Ele é citado no Novo Testamento em «Regozijo-me com vinda de Estéfanas, de Fortunato e de Acaico, porque o que faltava da vossa parte, eles o supriram.» (1 Coríntios 16:17). Entende-se por esta passagem que Acaico, Fortunato e Estéfanas é que levaram a carta dos coríntios até Paulo de Tarso.